# Alaksandr Aziarec
Alaksandr Uładzimirawicz Aziarec (biał. Аляксандр Уладзіміравіч Азярэц, ros. Александр Владимирович Озерец, Aleksandr Władimirowicz Ozieriec; ur. w 1953 roku w Horbacewiczach) – białoruski inżynier, polityk i działacz sportowy, w latach 2006–2013 minister energetyki Republiki Białorusi, w latach 2009–2012 przewodniczący Białoruskiej Federacji Judo.

## Życiorys
Urodził się w 1953 roku we wsi Horbacewicze, w rejonie borujskim obwodu mohylewskiego Białoruskiej SRR, ZSRR. W 1976 roku ukończył Białoruski Państwowy Instytut Politechniczny. W latach 1976–1987 pracował jako inżynier kształcenia zawodowego, inżynier grupy trybów, kierownik zmiany cechu kotło-turbinowego, starszy inżynier – szef cechu laboratoryjnego Witebskiej Elektrociepłowni „Biełgławeniergo”. W latach 1987–1996 był kierownikiem serwisu urządzenia techniki cieplnej Zarządu Remontowo-Eksploatacyjnego „Witiebskeniergo”. W latach 1996–2000 pełnił funkcję zastępcy dyrektora generalnego Witebskiego Zjednoczenia Produkcyjnego Energetyki i Elektryfikacji. Od 2000 roku pracował jako dyrektor generalny Witebskiego Republikańskiego Unitarnego Przedsiębiorstwa Elektroenergetyki „Witiebskeniergo”. Był zastępcą przewodniczącego Rady Dyrektorów spółki „Biełgazprombank”. Od maja 2006 do 18 kwietnia 2013 roku pełnił funkcję ministra energetyki Republiki Białorusi. Oficjalnym powodem, z którego został zdymisjonowany, były błędy w zarządzaniu branżą energetyczną.
Alaksandr Aziarec od marca 2009 roku pełnił funkcję przewodniczącego Białoruskiej Federacji Judo. 18 września 2012 roku podał się do dymisji. 10 października 2012 roku została ona przyjęta, a na jego miejsce wybrano Uładzimira Japryncaua.

## Oceny
Przywódca Białorusi Alaksandr Łukaszenka wyraził opinię, że w resorcie energetyki pod rządami Alaksandra Aziarca utworzyło się państwo w państwie z elementami bandy i mafii. Łukaszenka udzielił tej wypowiedzi dwa dni przez zdymisjonowaniem ministra.